# Засельский сахарный завод
Засельский сахарный завод — предприятие пищевой промышленности в посёлке городского типа Первомайское Николаевской области Украины.

## История
Сахарный завод был построен в 1961 - 1964 гг. в соответствии с семилетним планом развития народного хозяйства (1959—1965) и введён в эксплуатацию в 1964 году. Сырьём для производства сахара являлась сахарная свекла. Завод действовал в производственной кооперации с находившимся в посёлке совхозом имени В. И. Ленина (совхоз выращивал свеклу и использовал жом для откорма скота).
В 1971 году перерабатывающая мощность предприятия составляла 5 тыс. тонн свеклы в сутки.
После проведения модернизации, в 1985 году завод освоил производство тростникового сахара из сахара-сырца.
В целом, в советское время сахарный завод являлся крупнейшим предприятием посёлка.
После провозглашения независимости Украины завод перешёл в ведение Государственного комитета пищевой промышленности Украины. В дальнейшем, в декабре 1993 года государственное предприятие было преобразовано в открытое акционерное общество. 
В 2006 году завод перешёл в собственность ООО «Ukrainian Sugar Company» (структурного подразделения английской компании "ED & F Man"). 
В начале марта 2018 года было принято решение об остановке работы предприятия. В это время Засельский сахарный завод являлся крупнейшим действующим сахарным заводом на территории Украины, его перерабатывающая мощность составляла 6 000 тонн сахарной свеклы в сутки.